# Strada statale 758 Masserano-Mongrando
La strada statale 758 Masserano-Mongrando (SS 758) è una strada statale italiana il cui percorso si sviluppa in Piemonte. Rappresenta il sistema tangenziale della città di Biella collegando la zona di Masserano ad est con quella di Mongrando ad ovest.

## Percorso
L'arteria ha origine distaccandosi dalla ex strada statale 142 Biellese nei pressi di San Giacomo del Bosco, frazione di Masserano. Dopo un breve tratto in direzione sud, la strada devia verso ovest presentando una struttura a carreggiate separate, ciascuna con due corsie per senso di marcia.
La strada prosegue incrociando la ex strada statale 232 Panoramica Zegna e raggiungendo in sequenza gli svincoli per Cerreto Castello, Valdengo, Vigliano Biellese e Chiavazza.
A questo punto la strada torna a carreggiata unica e devia verso sud, descrivendo un arco attorno al centro abitato di Biella. Lungo questo tratto incrocia la ex strada statale 230 di Massazza e la ex strada statale 143 Vercellese prima di terminare questo arco nei pressi di Ponderano.
L'itinerario prosegue quindi prima in direzione sud e poi in direzione ovest andandosi ad innestare sulla ex strada statale 338 di Mongrando nei pressi di Ceresane-Curanuova, frazione di Mongrando.

## Storia
La strada è frutto dell'unione di diverse tratte preesistenti e precisamente:
- parte della strada provinciale 315 Buronzo-Masserano (SP 315) tra San Giacomo del Bosco e l'inizio del tratto a carreggiate separate, per una lunghezza di 1,138 km;
- strada provinciale 142 var Biellese variante (SP 142), corrispondente al tratto a carreggiate separate, per una lunghezza di 12,962 km;
- strada provinciale 142/a Biellese variante raccordo, dall'innesto con la precedente fino a quello con la ex SS 232, per una lunghezza di 2,529 km;
- strada provinciale 338 var Tangenziale Sud di Biella, dall'innesto con la precedente fino alla fine del tratto veloce, per una lunghezza di 2,781 km;
- parte della strada provinciale 400/a Tangenziale Ovest di Biella, dall'innesto con la precedente fino alla rotonda per Ponderano, per una lunghezza di 1,300 km;
- strada provinciale 402 Ponderano-Mongrado, dall'innesto con la precedente fino al termine dell'arteria, per una lunghezza di 2,818 km;

I tratti ex SP 142 facevano parte dell'originario progetto di superstrada di collegamento tra Biella e l'allora costruenda A26, parzialmente realizzato negli anni '80 e in via di completamento negli anni 2020 come Pedemontana Piemontese, che si innesterà sulla SS 758 senza soluzione di continuità.
Tutte queste arterie sono state poi oggetto della seconda tranche del cosiddetto piano Rientro strade, per cui la competenza è passata all'ANAS il 10 maggio 2021.
La strada ha ottenuto la classificazione attuale nel corso del 2022 con i seguenti capisaldi di itinerario: "Innesto su rotatoria con la S.S. n. 142 e la SP n. 317 - Innesto con la S.S. n. 338 presso Mongrando".